# 貪食

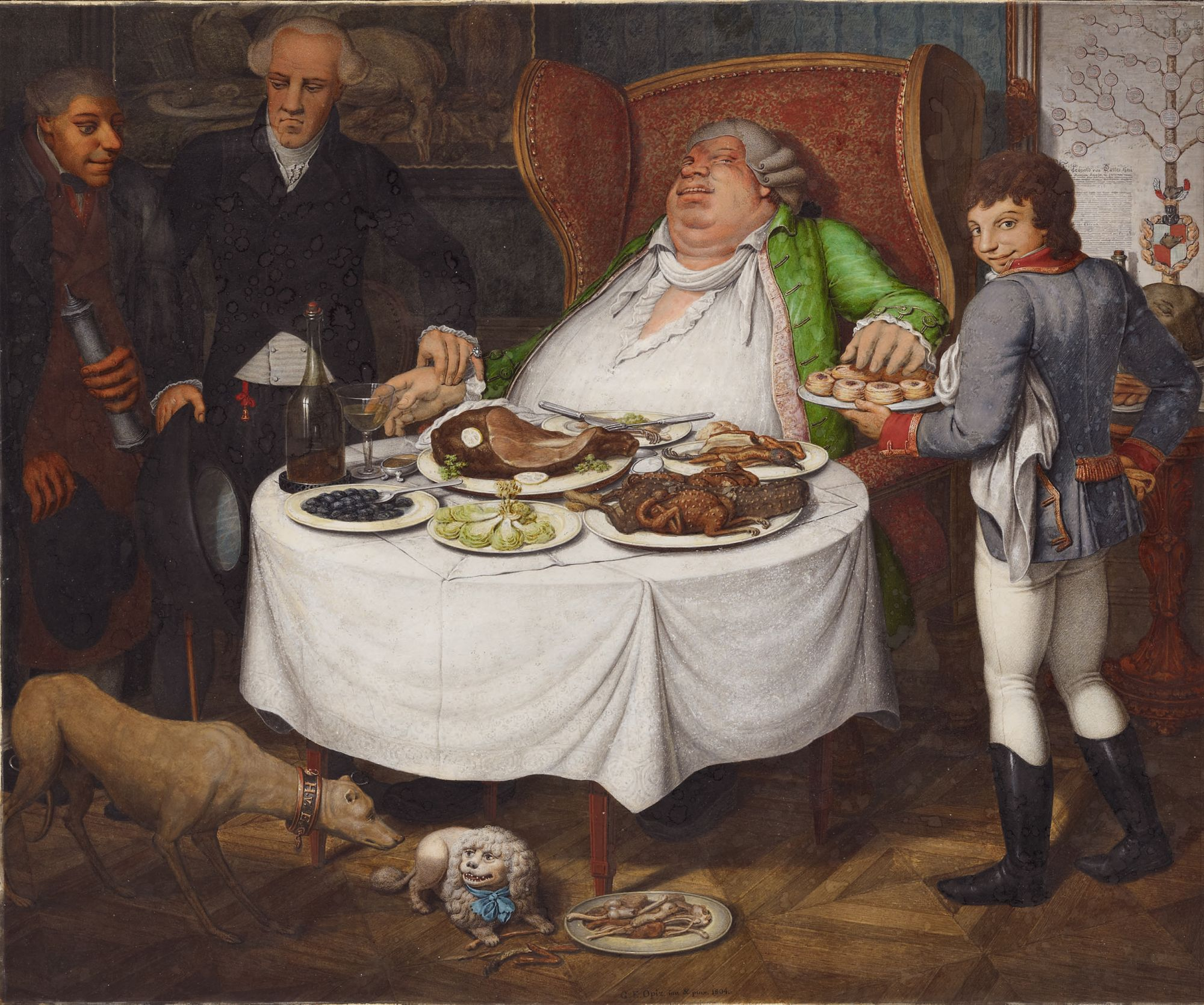

貪吃，指一種超過需求，拼命吃東西的一種症狀，這是一種病態，而這種飲食方式容易造成病態肥胖。
有幾種疾病能造成這種症狀，像普瑞德威利症候群或某些憂鬱症都會有這種狀況。
在天主教裡，這種行為屬於七宗罪之一，且根據天主教的定義，浪費食物也算是貪食的一種。